# Cyclomia obliterata
Cyclomia obliterata là một loài bướm đêm trong họ Geometridae.